# 特雷派馬國家公園
特雷派馬國家公園是委內瑞拉的國家公園，位於該國西北部，由拉臘州和波圖格薩州負責管轄，面積190平方公里，始建於1976年4月14日，最高點海拔高度1,775米。